# Исмаилов, Тагирджан
Тагирджан Исмаилов — советский хозяйственный, государственный и политический деятель, Герой Социалистического Труда.

## Биография
Родился в 1916 году. По нации-Уйгур Член КПСС.
С 1933 года — на хозяйственной, общественной и политической работе. В 1933—1983 гг. — старший табельщик колхоза «Правда», завотделом Ленинградского райкома ЛКСМ Узбекистана, участник Великой Отечественной войны, завотделом Ленинградского райкома КП(б)Уз, председатель правления колхоза «Правда», уполномоченный Минзага по Ленинградскому району, председатель Ленинградского райисполкома Ферганской области Узбекской ССР.
Указом Президиума Верховного Совета СССР от 8 апреля 1971 года присвоено звание Героя Социалистического Труда с вручением ордена Ленина и золотой медали «Серп и Молот».
Избирался депутатом Верховного Совета Узбекской ССР 5-го, 6-го, 9-го и 10-го созывов.
Умер до 1985 года.